# August Horch
August Horch, né le 12 octobre 1868 et mort le 3 février 1951, est un industriel allemand, fondateur de la marque automobile Audi. Son leitmotiv est : « la technique doit faciliter l’existence de l’individu ».

## Biographie

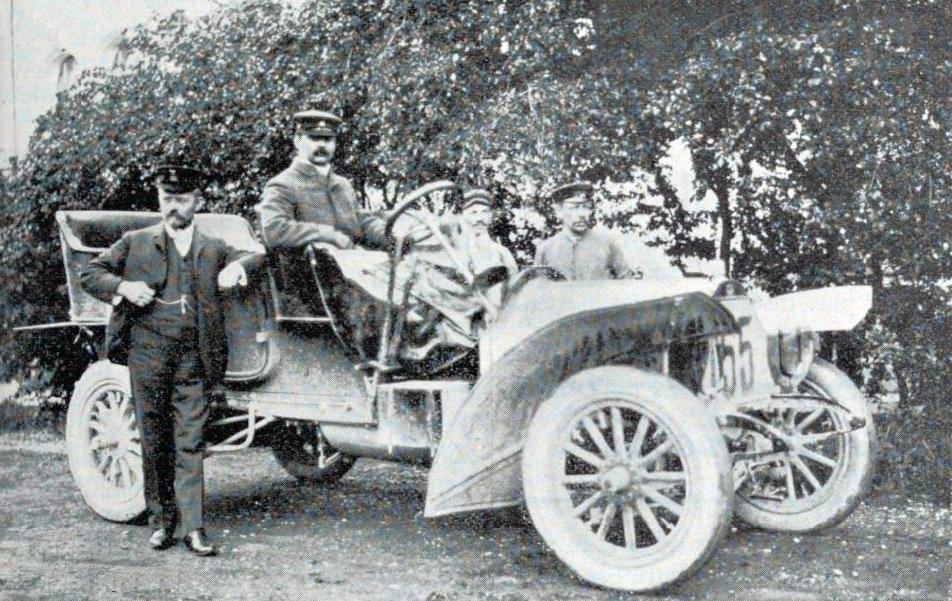
Docteur Rudolf Stöss sur Horch 18/20 hp, vainqueur du Herkomer 1906.

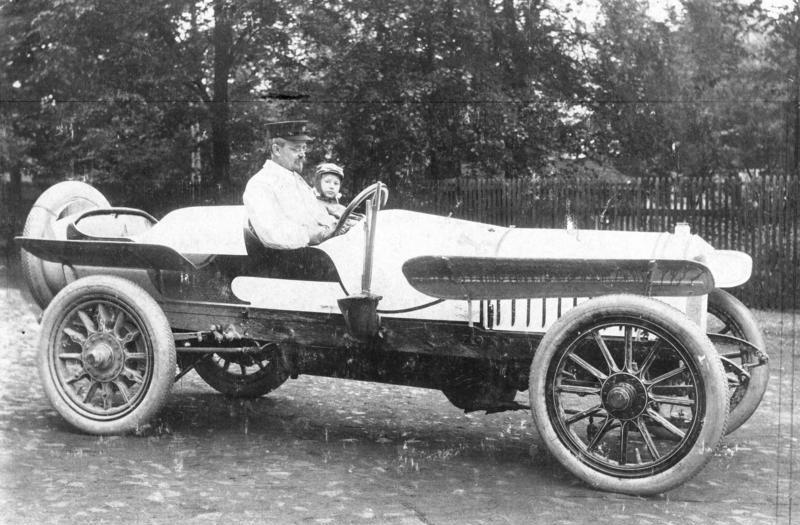
August Horch dans la voiture Horch, 1908.

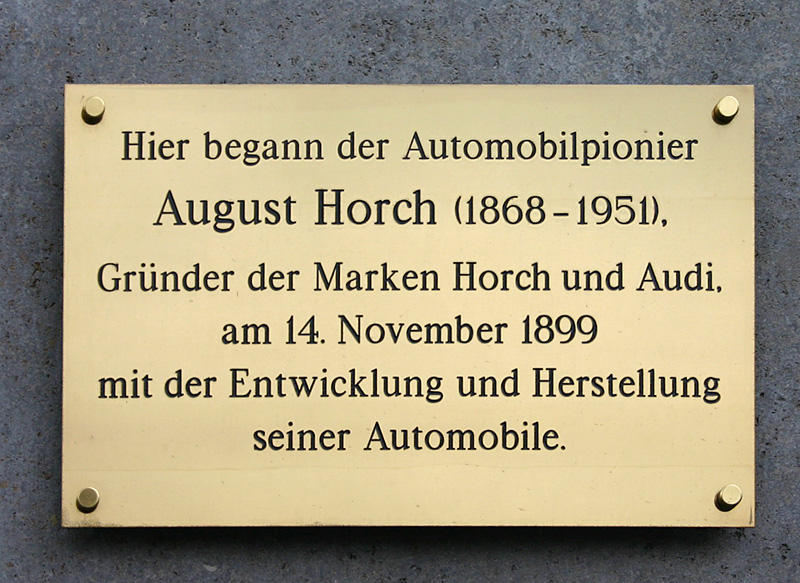
Une plaque commémorative à Cologne, Allemagne.

August Horch est né le 12 octobre 1868 à Winningen en Rhénanie-Palatinat. Pendant quelques années de voyages et d’apprentissage comme forgeron, August Horch se tourne vers l’automobile et part faire des études à l’école technique de Mittweida. Il devient ingénieur dans une entreprise de construction de moteurs : Mercedes-Benz.
En 1896, il devient chef du service de Mercedes.
Le 14 novembre 1899, après trois ans d'apprentissage dans la société Benz de Mannheim, August Horch fonde la société A.Horch & Co., entreprise de construction d'automobiles basée à Cologne, connue pour la production de modèles sportifs et haut de gamme. August occupe dès lors une place d’homme d’affaires et de technicien. Il acquiert une connaissance des problèmes de croissance et de développement des véhicules automobiles et applique les idées pour lesquelles il s’est battu en vain chez son employeur précédent, Karl Benz. En 1900, il construit sa première automobile propulsée par un moteur deux cylindres « sans à-coups » et développe peu après la transmission par cardan ainsi que le moteur OHV muni de soupapes d’admission en tête. Le siège de l'entreprise est déplacé en 1903, pour s'installer à Zwickau en Saxe.  
En juin 1909, alors que la firme venait tout juste d'acquérir une certaine notoriété, Horch est brusquement évincé de la direction de la société qui portait son nom, du fait d'un désaccord avec le directeur commercial. Il crée alors la August Horch Automobil Werke. Des complications juridiques avec son ancienne firme, l'obligent à modifier cette dénomination, renommée sur décision de justice en Audi Automobilwerke GmbH (Automobile Union Deutschland Industrie), en abrégé « Audi », jeu de mots entre le patronyme du constructeur « Horch » (« horchen » signifiant « écouter » en allemand) et « audire », traduction latine de ce même verbe.
Auguste Horch, le fondateur de la nouvelle firme, gagne avec son équipe Audi, à trois reprises en 1912, 1913 et 1914, l’exigeante course alpine internationale autrichienne sur des Audi Type C, d’où son célèbre surnom de « vainqueur des Alpes ».
Les deux sociétés rivales se livrent une concurrence sévère mais néanmoins prolifique avant que la grande crise de 1929 ne provoque un gouffre financier. Le Reich allemand, avec sa stratégie de motorisation du pays, lie son programme de subventions à une vaste fusion entre les constructeurs endettés. Horch, DKW, Audi, et Wanderer rassemblent leurs forces en 1932 au sein de la nouvelle société Auto Union AG.
Après la Seconde Guerre mondiale, Auto Union est reprise par le groupe Daimler-Mercedes. Ce dernier le cède ensuite à Volkswagen qui va produire jusqu'au milieu des années soixante des DKW et des petites berlines Auto Union. C'est seulement en 1969 que la marque Audi réapparait, rassemblant sous ce nom unique DKW, Auto Union et la marque NSU récemment achetée par Volkswagen.